# Дискография Meshuggah
Meshuggah — шведская метал-группа, играющая в направлении мат-метал и являющаяся основателем этого жанра. Образована в 1987 году в городе Умео. Название группы являет собой транслитерацию с иврита на английский язык слова משוגע («сумасшедший»,«гений»; на иврите произносится как «мешуга» с ударением на последний слог).

## Студийные альбомы
| Год  | Альбом                                                                                              | Позиция в чартах | Позиция в чартах | Позиция в чартах | Позиция в чартах | Позиция в чартах | Позиция в чартах | Позиция в чартах | Позиция в чартах | Позиция в чартах | Позиция в чартах |
| Год  | Альбом                                                                                              | SWE              | FIN              | FRA              | GER              | NOR              | SWI              | UK               | US               | US Heat.         | US Ind.          |
| ---- | --------------------------------------------------------------------------------------------------- | ---------------- | ---------------- | ---------------- | ---------------- | ---------------- | ---------------- | ---------------- | ---------------- | ---------------- | ---------------- |
| 1991 | Contradictions Collapse - Выпущен: 1 октября, 1991 - Лейбл: Nuclear Blast - Формат: CD, LP, DI      | —                | —                | —                | —                | —                | —                | —                | —                | —                | —                |
| 1995 | Destroy Erase Improve - Выпущен: 25 Июля, 1995 - Лейбл: Nuclear Blast - Формат: CD, LP, DI          | 43               | —                | —                | —                | —                | —                | —                | —                | —                | —                |
| 1998 | Chaosphere - Выпущен: 10 Ноября, 1998 - Лейбл: Nuclear Blast - Формат: CD, LP, DI                   | —                | —                | —                | —                | —                | —                | —                | —                | —                | —                |
| 2002 | Nothing - Выпущен: 6 Августа, 2002 - Лейбл: Nuclear Blast - Формат: CD, LP, DI                      | 41               | —                | —                | —                | —                | —                | —                | 165              | 6                | 10               |
| 2005 | Catch Thirtythree - Выпущен: 16 Мая, 2005 - Лейбл: Nuclear Blast - Формат: CD, LP, DI               | 12               | —                | 124              | —                | —                | —                | —                | 170              | 7                | 13               |
| 2008 | obZen - Выпущен: 7 Марта, 2008 - Лейбл: Nuclear Blast - Формат: CD, LP, DI                          | 16               | 21               | 123              | —                | —                | 99               | 151              | 59               | —                | —                |
| 2012 | Koloss - Выпущен: 23 Марта, 2012 - Лейбл: Nuclear Blast - Формат: CD, LP, DI                        | 12               | 7                | 120              | 48               | 19               | 39               | 93               | 17               | —                | 2                |
| 2016 | The Violent Sleep of Reason - Выпущен: 7 октября, 2016 - Лейбл: Nuclear Blast - Форматы: CD, LP, DL | 17               | 11               | 75               | 18               | —                | 21               | 32               | 17               | 3                |                  |
| 2022 | Immutable - Выпущен: 1 апреля, 2022 - Лейбл: Atomic Fire - Формат: CD, LP, DL                       | —                | —                | —                | —                | —                | —                | —                | —                | —                | —                |

## Концертные альбомы
| Год  | Альбом                                                                                     | Позиция в чартах | Позиция в чартах | Позиция в чартах |
| Год  | Альбом                                                                                     | SWE              | FRA              | GRC              |
| ---- | ------------------------------------------------------------------------------------------ | ---------------- | ---------------- | ---------------- |
| 2010 | Alive - Выпущен: 5 Февраля, 2010 - Лейбл: Nuclear Blast - Формат: DVD/CD                   | 43               | 149              | 25               |
| 2014 | The Ophidian Trek - Выпущен: 29 Сентября, 2014 - Лейбл: Nuclear Blast - Формат: DVD/BluRay | —                | —                | —                |

## Сборники
| Год  | Альбом                                                                     |
| ---- | -------------------------------------------------------------------------- |
| 2001 | Rare Trax - Выпущен: 21 августа, 2001 - Лейбл: Nuclear Blast - Формат: CD+ |

## EP
| Год  | Альбом                                                                                   | Позиция в чартах |
| Год  | Альбом                                                                                   | SWE              |
| ---- | ---------------------------------------------------------------------------------------- | ---------------- |
| 1989 | Meshuggah - Лейбл: Garageland - Формат: LP                                               | —                |
| 1994 | None - Выпущен: 8 ноября, 1994 - Лейбл: Nuclear Blast - Формат: CD                       | —                |
| 1995 | Selfcaged - Лейбл: Nuclear Blast - Формат: CD                                            | —                |
| 1997 | The True Human Design - Выпущен: 19 августа, 1997 - Лейбл: Nuclear Blast - Формат: CD    | —                |
| 2004 | I - Выпущен: 13 Июль, 2004 - Лейбл: Fractured Transmitter - Формат: CD                   | 33               |
| 2012 | I Am Colossus - Выпущен: 20 Марта, 2012 - Лейбл Scion A/V - Формат: цифровая дистрибуция | —                |
| 2013 | Pitch Black - Выпущен: 5 Февраля, 2013 - Лейбл: Scion A/V - Формат: цифровая дистрибуция | —                |

## Клипы
| Год  | Песня                                           | Режиссёр                  |
| ---- | ----------------------------------------------- | ------------------------- |
| 1991 | «Abnegating Cecity»                             | Meshuggah                 |
| 1995 | «Transfixion»                                   | Meshuggah                 |
| 1995 | «Terminal Illusions»                            | Meshuggah                 |
| 1999 | «New Millennium Cyanide Christ»                 | Meshuggah                 |
| 2002 | «Rational Gaze»                                 | Торбьорн Ойерволд         |
| 2006 | «Shed»                                          | Маттиас Хаасе             |
| 2006 | «Rational Gaze» (Mr. Kidman Delirium Version)   | Йенс Кидман               |
| 2008 | «Bleed»                                         | Йен Макфарланд Майк Пецци |
| 2012 | «Break Those Bones Whose Sinews Gave It Motion» | Ове Лингволл              |
| 2012 | «Demiurge»                                      | Энтони Дюбуа              |
| 2013 | «I Am Colossus»                                 | Магнус Йонсон             |
| 2016 | «Clockworks»                                    | Julius Horsthuis          |